# Estanis Aranzadi
Estanislao «Estanis» Aranzadi Rodríguez (Pamplona, 1905 - 26 de abril de 1994), también Estanislao de Aranzadi fue un abogado, industrial y jugador de fútbol profesional español.

## Biografía
Estanis Aranzadi nació en Pamplona en 1905 como hijo de Manuel Aranzadi.
Hizo su primera incursión en el fútbol profesional jugando el Torneo Osasuna con el Colegio Lekaroz en 1925. En 1927 jugaría de delantero con el Indarra y al final del año fichó por el Club Atlético Osasuna, con el que jugaría hasta la temporada 1930-31 en la que una lesión de rodilla precipitó el final de su carrera deportiva. Durante su carrera, se le conoció por el mote de el príncipe o el príncipe de los vascos, mote que algunos medios han conectado con el pasado teatral de Estanis, pues fue parte del grupo teatral Jostari, que representando la obra teatral Pedro Mari, dio el papel del príncipe a Estanis.
Estanis Aranzadi, de familia nacionalista vasca (su abuelo, Estanislao Aranzadi, fue miembro del Napar Buru Batzar), se hizo miembro del Partido Nacionalista Vasco en Navarra. Con el estallido de la guerra civil española, se unió al bando sublevado. Su conocida posición nacionalista vasca y relaciones de amistad con políticos de izquierda como Jesús Monzón le valieron un expediente militar en el que el juez instructor concluyó:

«Don Estanislao de Aranzadi y sus familiares han sido los principales nacionalistas vascos, contribuyendo a fomentar el separatismo y, como es consiguiente, odiando a cuanto representase a nuestra Gloriosa y amada España; (...) don Estanislao y toda su familia es tan conocido en Navarra por su marcadísima ideología política nacionalista vasca que no creo haya un solo habitante que no le conozca con todo detalle».

El 8 de marzo de 1938, Estanis fue apartado de su puesto en el juzgado militar de Bilbao y repuesto en el mismo el 29 de julio de 1938 al comprobar que las acusaciones sobre insultos a la Guardia Civil eran falsas.
Unos años después de la guerra, en 1942, heredó la editorial familiar de manos de su padre Manuel. En 1950 la misma elaboraría una de las obras más célebres: el Diccionario de Legislación Aranzadi.
En los años 1970, medió para la formalización de la Ikastola San Fermín, a la que acudió su hijo.
En 1988, cedió el liderazgo de la editorial a su hijo Estanislao Aranzadi Rementería.
Falleció en Pamplona el 26 de abril de 1994 a los 84 años de edad.